# امی اندریس
امی اندریس (انگلیسی: Emmy Andriesse; ۱۴ ژانویهٔ ۱۹۱۴ – ۲۰ فوریهٔ ۱۹۵۳) عکاس اهل هلند بود که بیشتر به خاطر همکاریش با گروه دوربین زیرزمینی در جنگ جهانی دوم شهرت داشت.

## سنین جوانی و تحصیل
امی اندریس تنها فرزند یهودیان لیبرال آبراهام اندریس و الز فولد بود که هر دو در شرکت‌های نساجی کار می‌کردند. در سن پانزده سالگی مادرش را از دست داد و از آنجایی که پدرش برای کار به خارج از کشور سفر می‌کرد، نزد خاله‌هایش بزرگ شد. از سال ۱۹۳۲تا ۱۹۳۷، پس از دبیرستان، اندریس طراحی تبلیغات را در آکادمی هنرهای زیبا در لاهه که در سال ۱۹۲۹ توسط طراح گریت کیلجان تأسیس شد، آموخت. او در آکادمی به گروهی از دانشجویان جناح چپ اطراف طراح پل شویتما، پیوسته بود. او در یک کلاس تجربی که توسط پل شویتما و گریت کیلجان تدریس می‌شد، شرکت کرد و در آنجا عکاسی و استفاده از عکس در پوسترها، تبلیغات و مقالات روزنامه را آموخت. در سال‌های پایانی تحصیل، او در ووربورگ به همراه گروهی از دانشجویان آگاه از نظر سیاسی در یک خانه گروهی و دانشجویی زندگی می‌کرد. در این محیط اندریس و دوستانش با سازمان‌های بین‌المللی چپ و سازمان‌های مختلف هنرمندان ضد فاشیست در تماس بودند. 

## سال‌های جنگ و گروه دوربین زیرزمینی
در ژوئن ۱۹۴۱ اندریس با طراح گرافیک و هنرمند تجسمی دیک الفرز ازدواج کرد، آنها دارای دو فرزند پسر شدند ولی یکی از آنها فوت کرد. او به عنوان یک یهودی در طول اشغال نازی‌ها دیگر قادر به انتشار عکاس‌هایش نبود، بنابراین مجبور شد زندگی مخفی را در پیش بگیرد. 

## نگارخانه

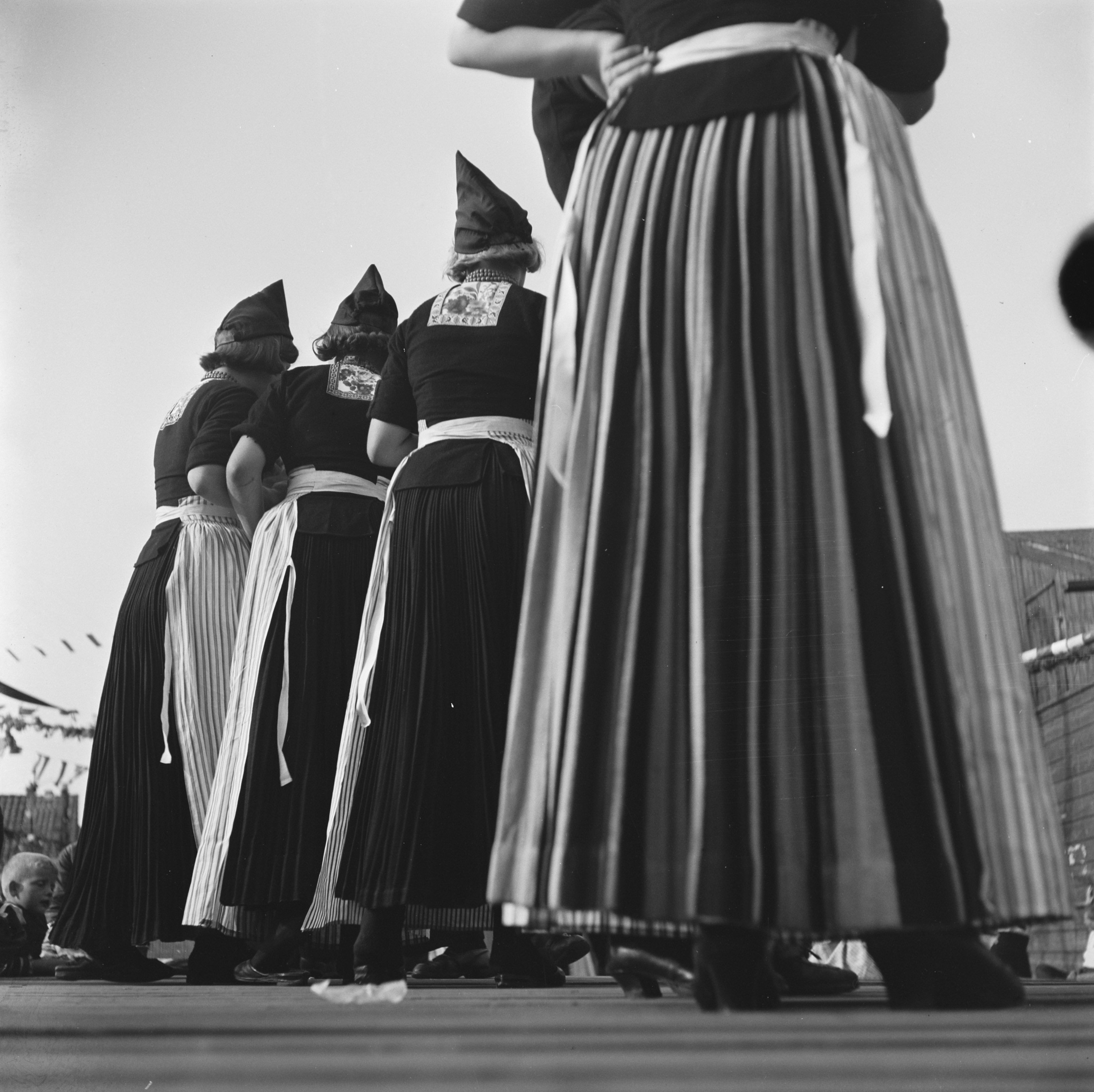
ژوئیه ۱۹۴۵
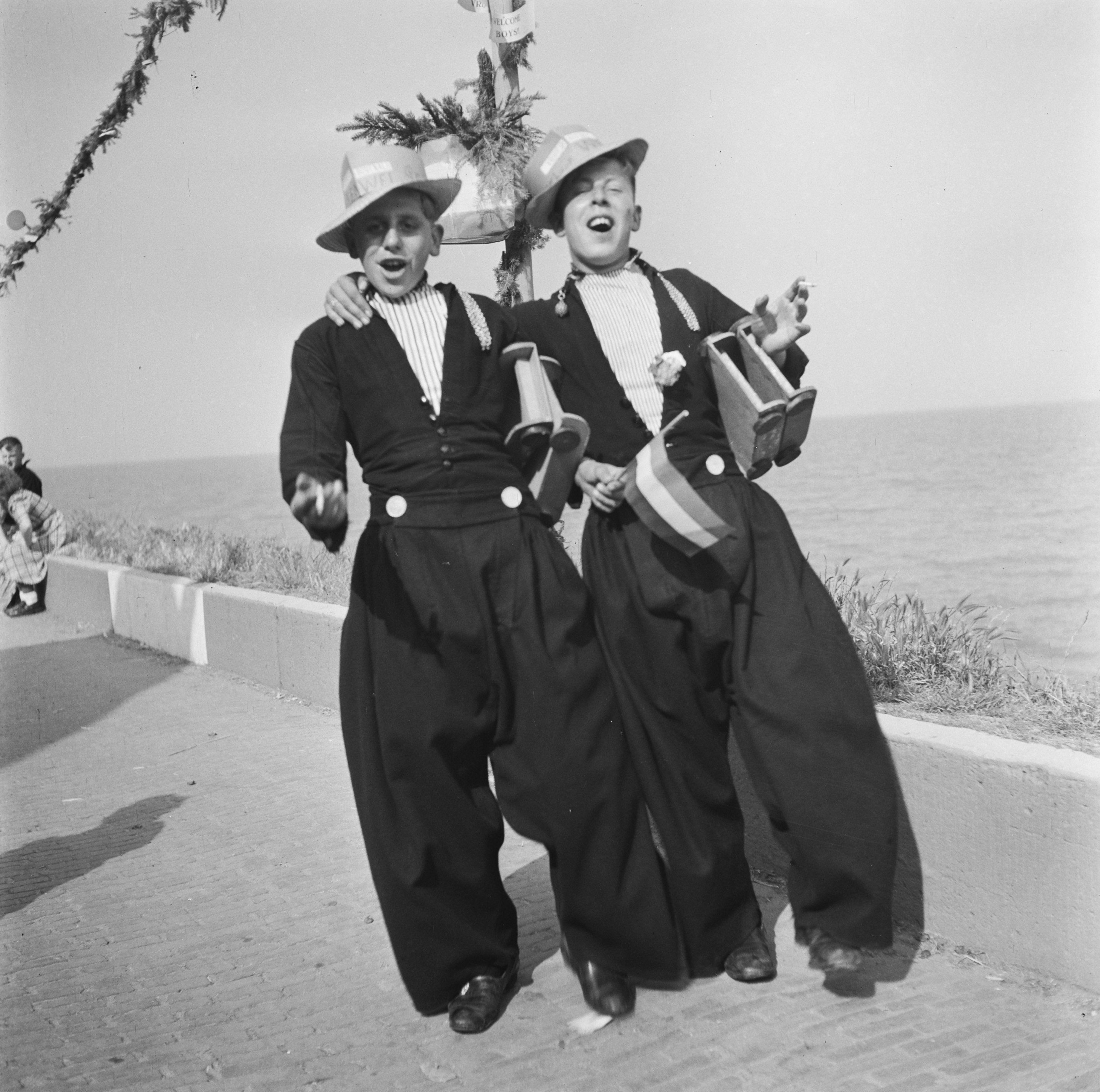
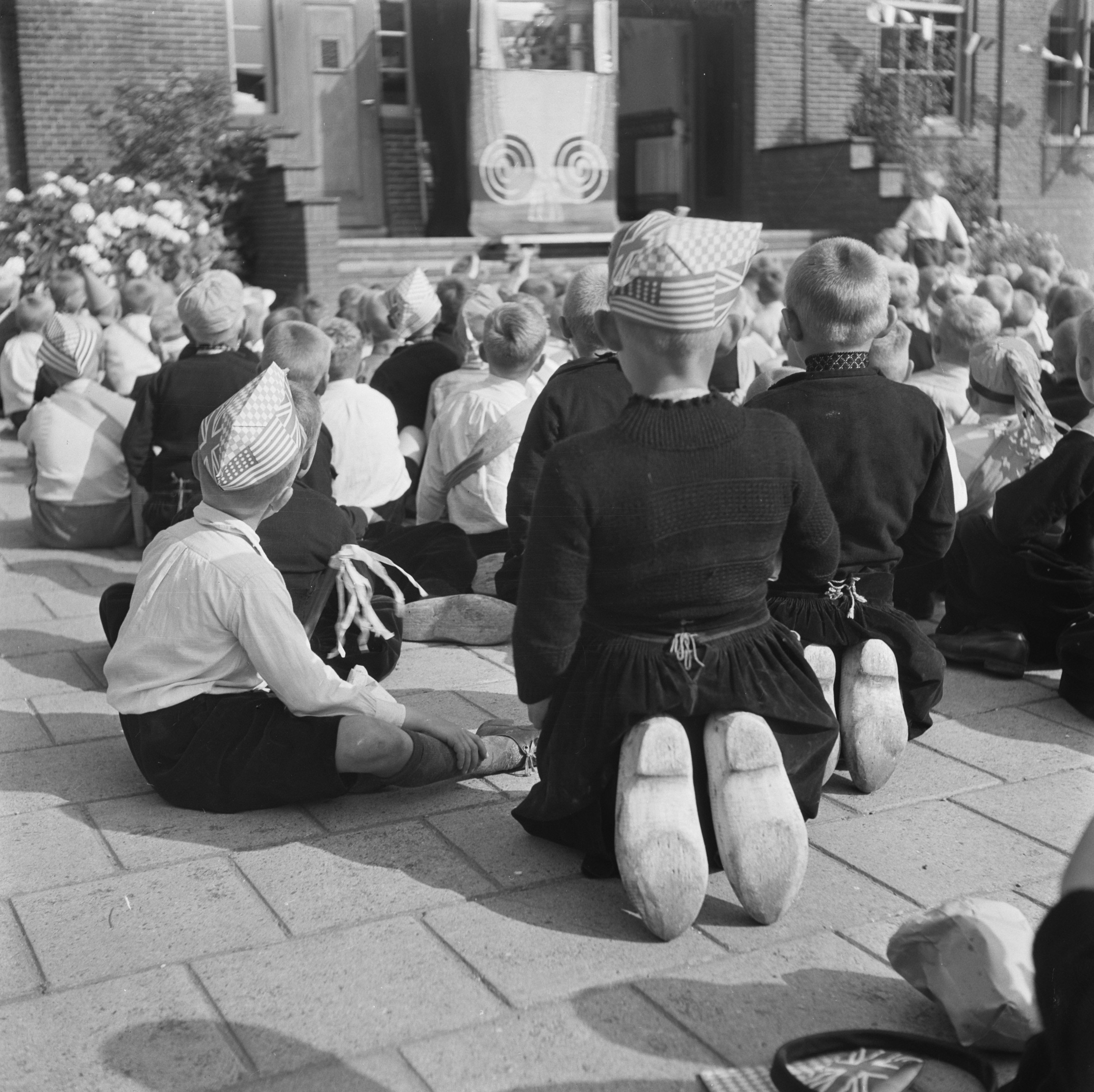
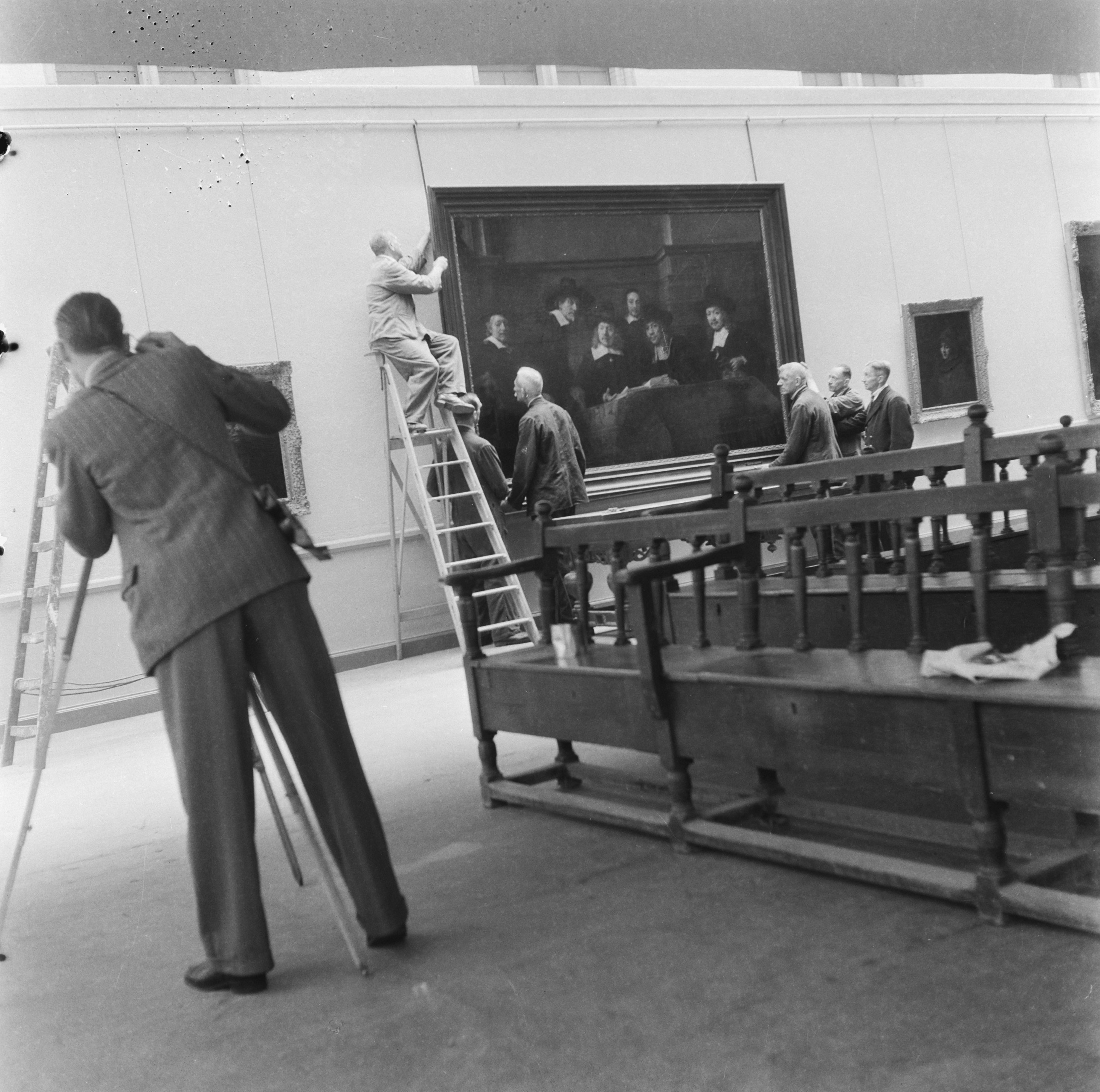
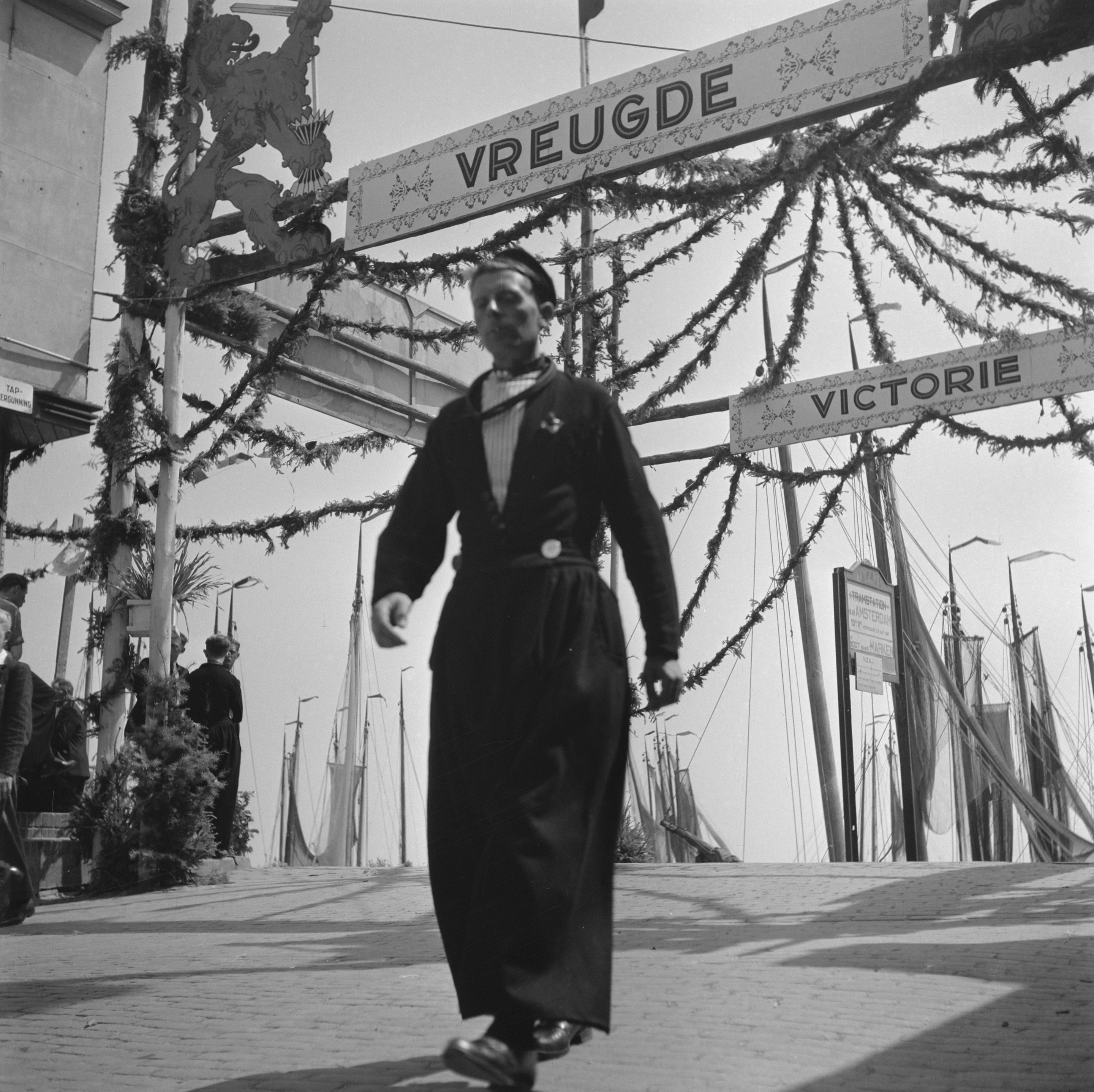
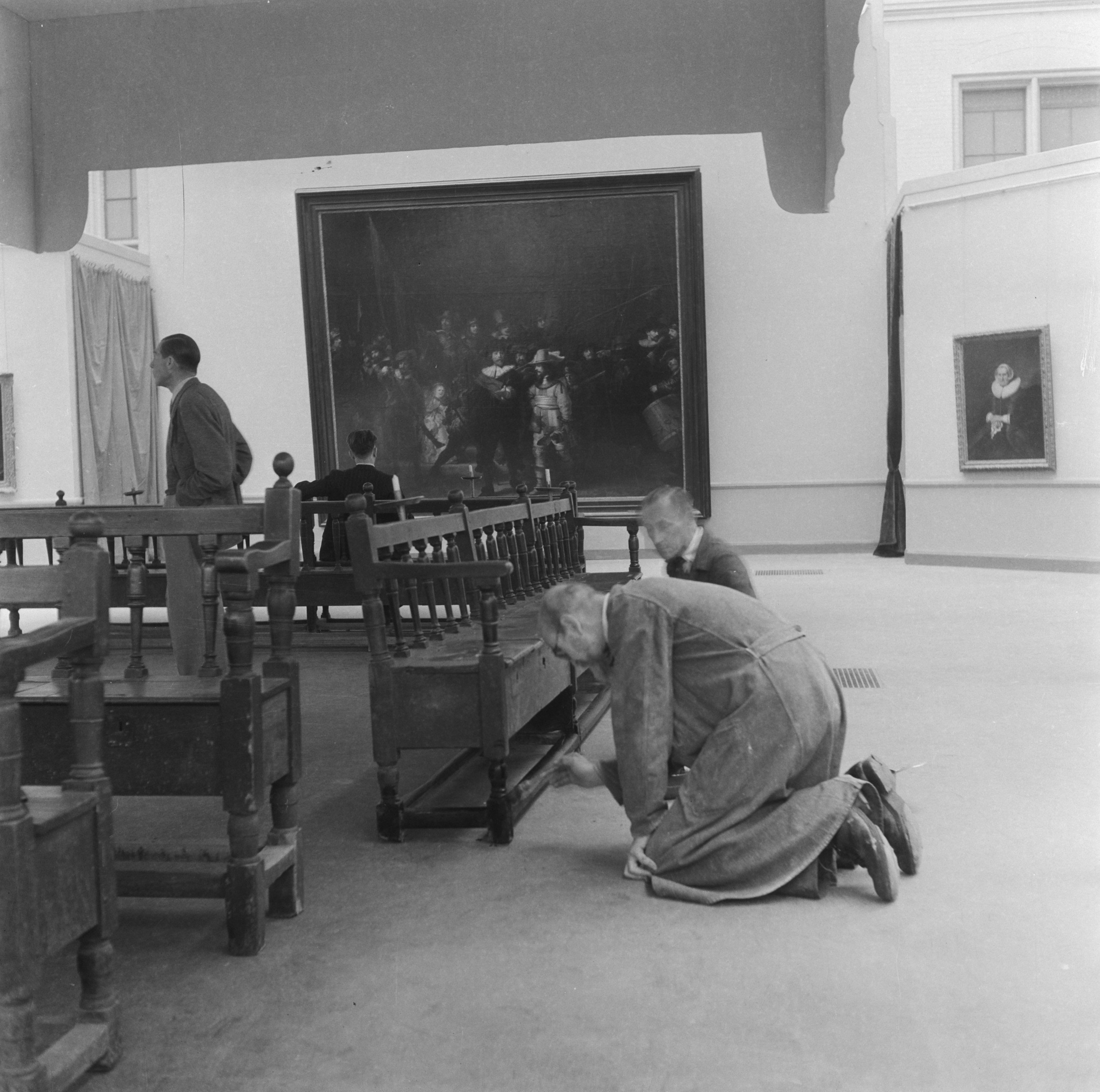
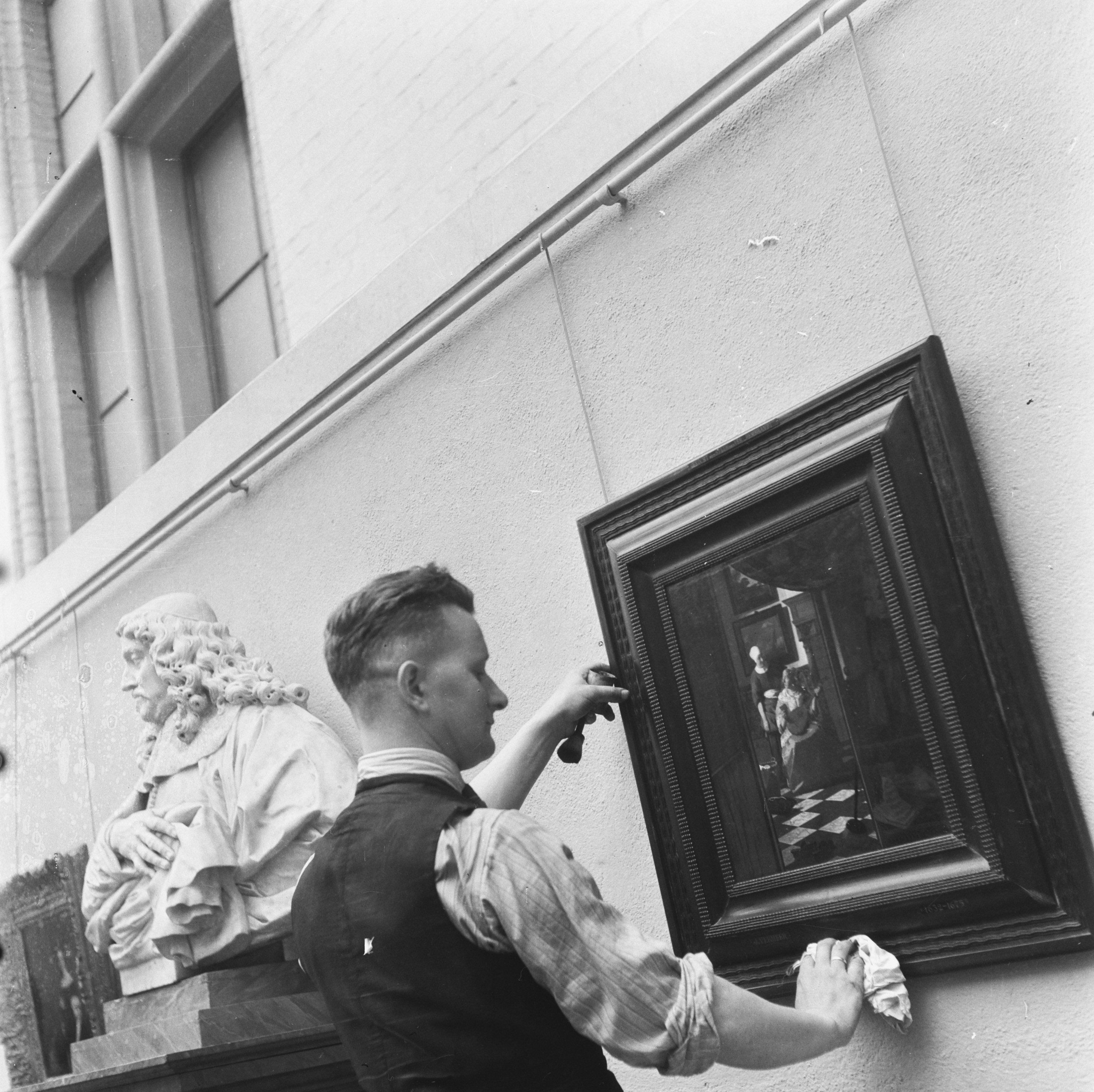
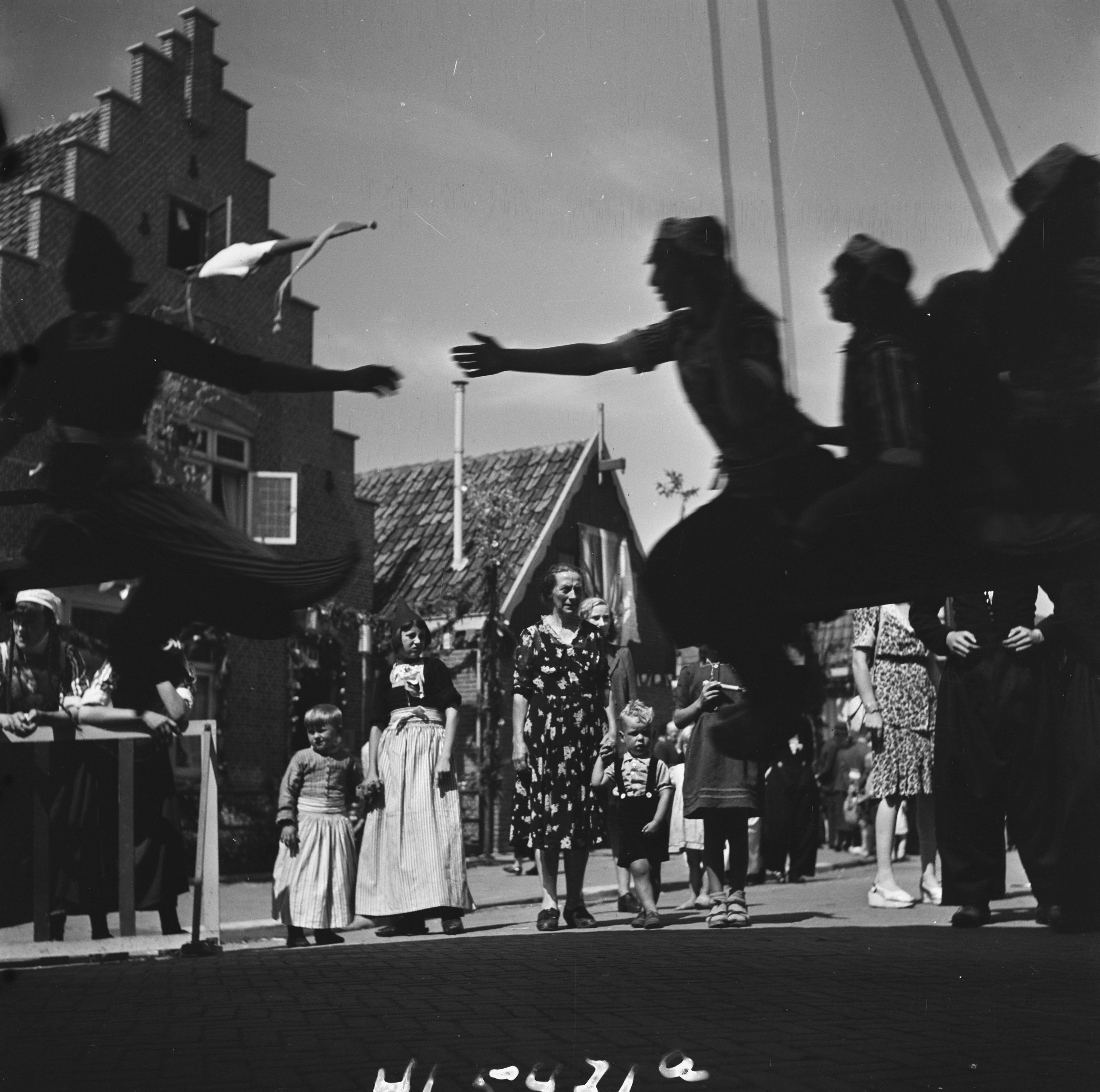
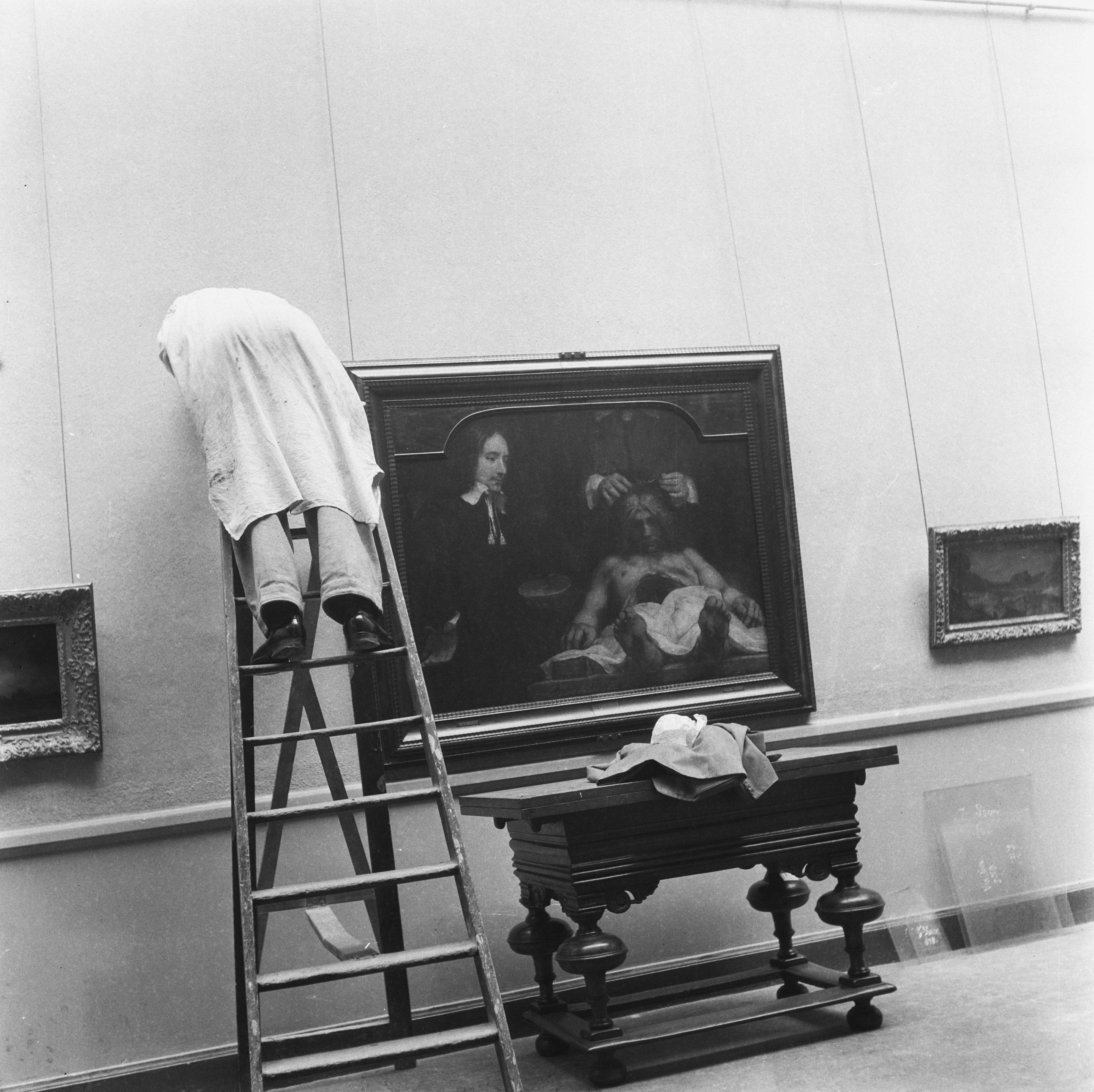
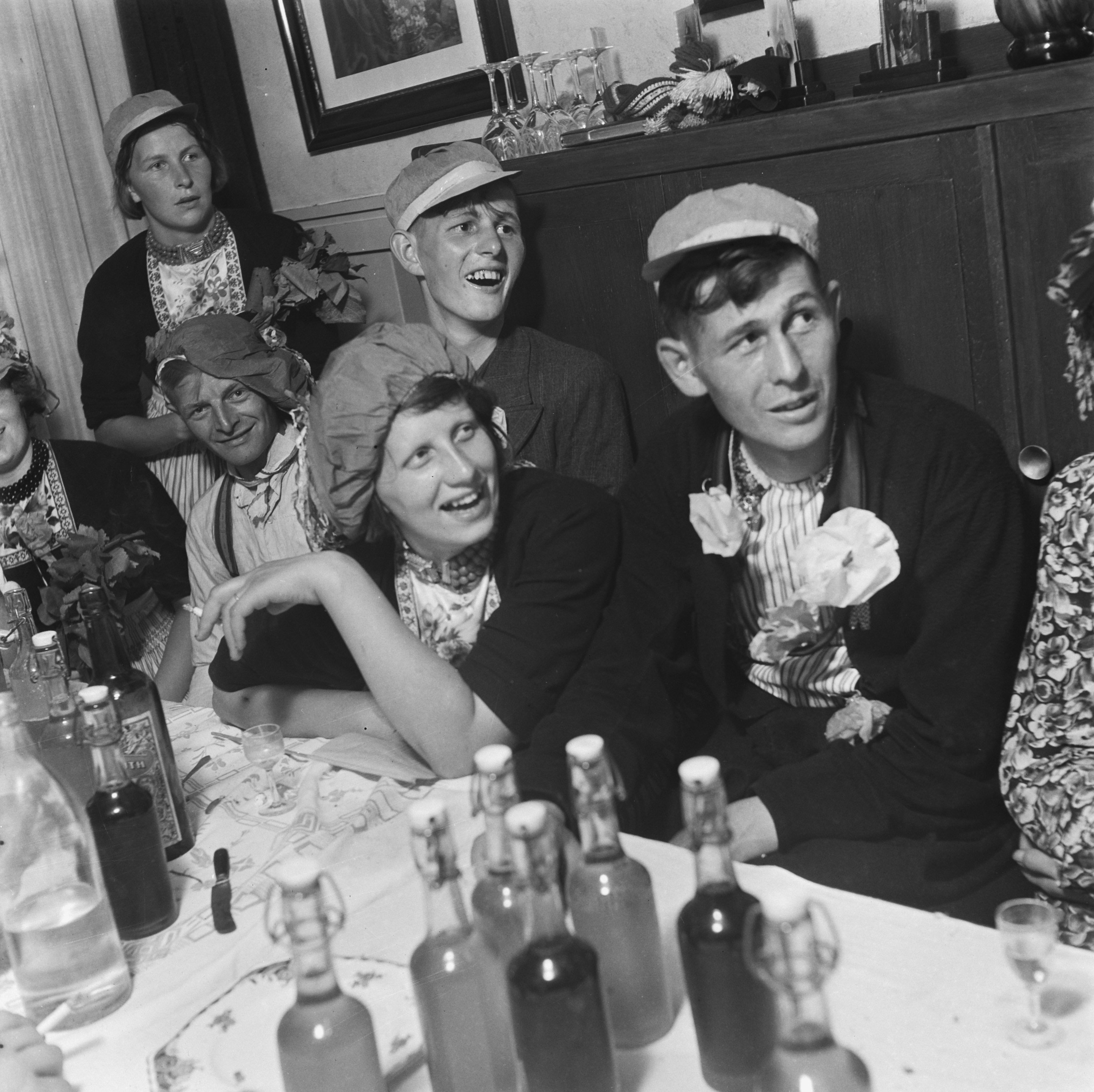
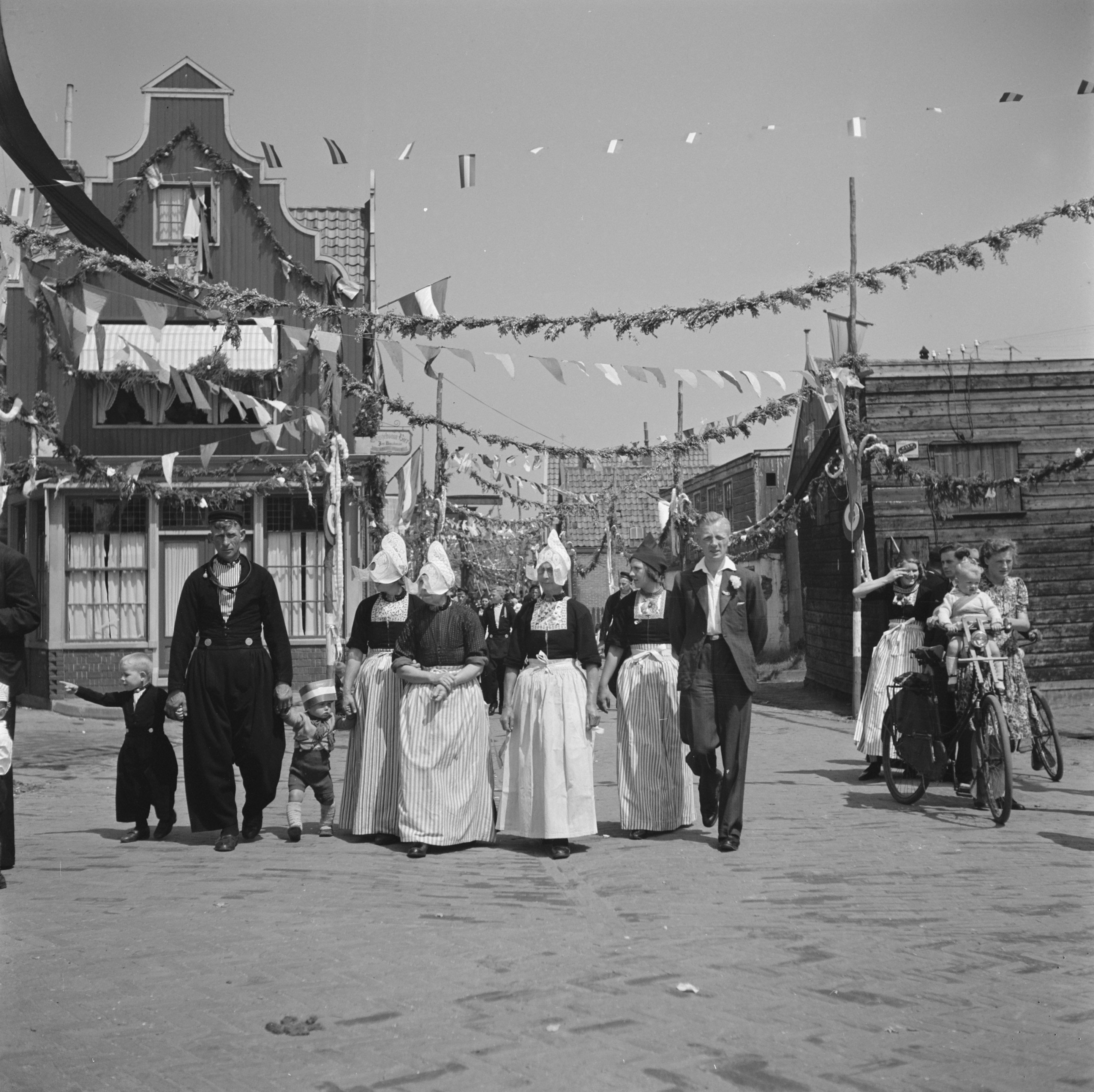
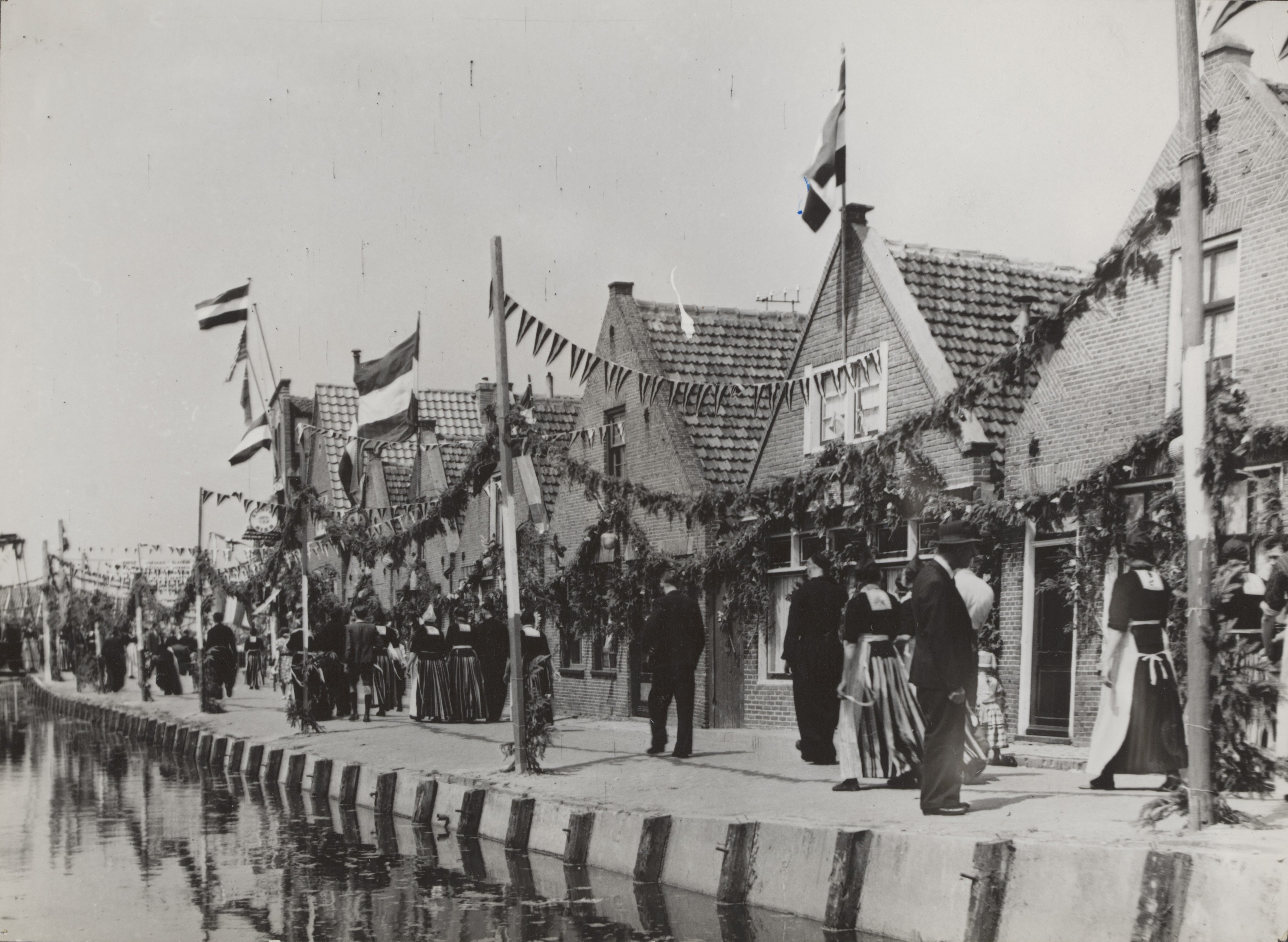
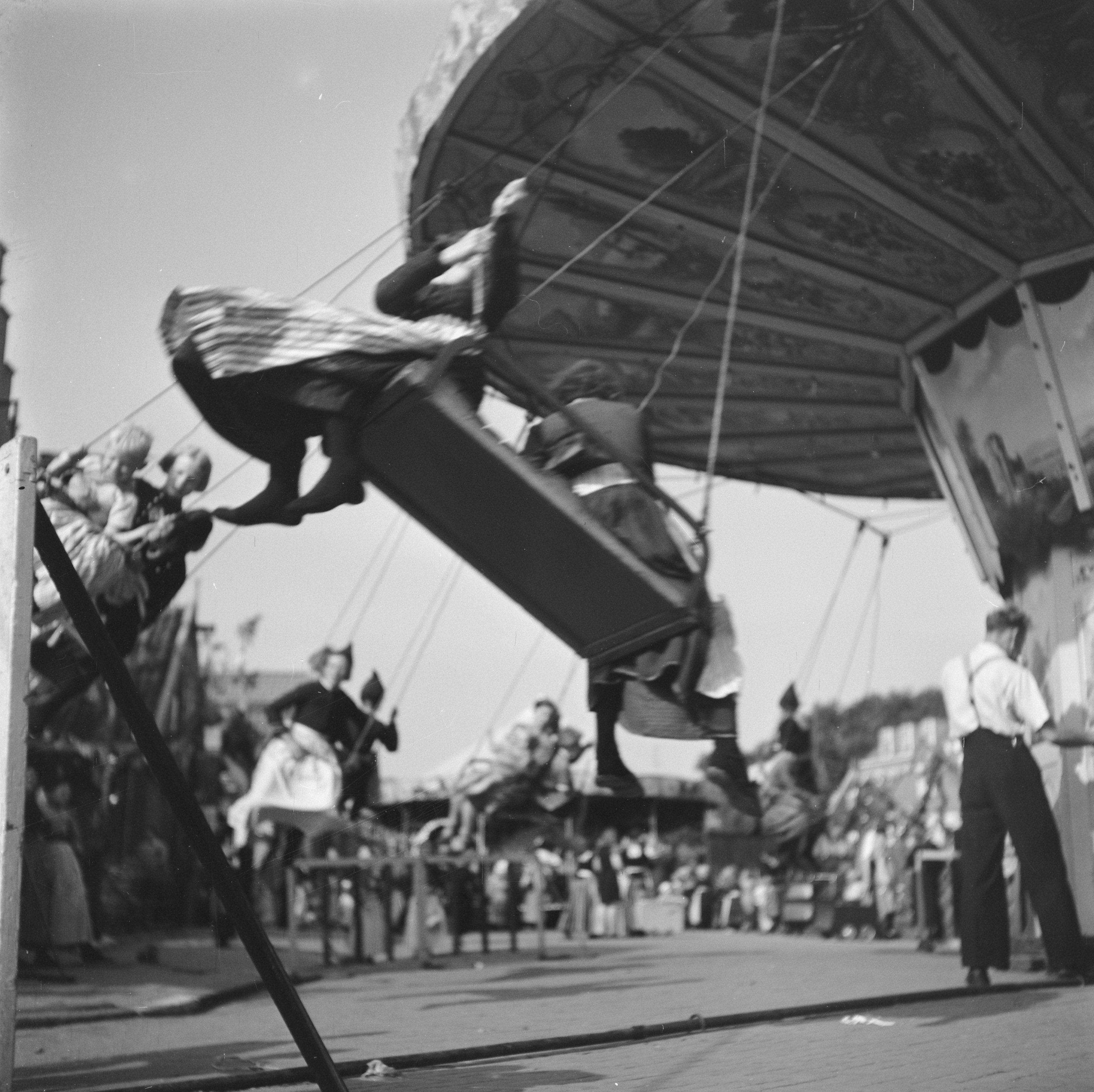
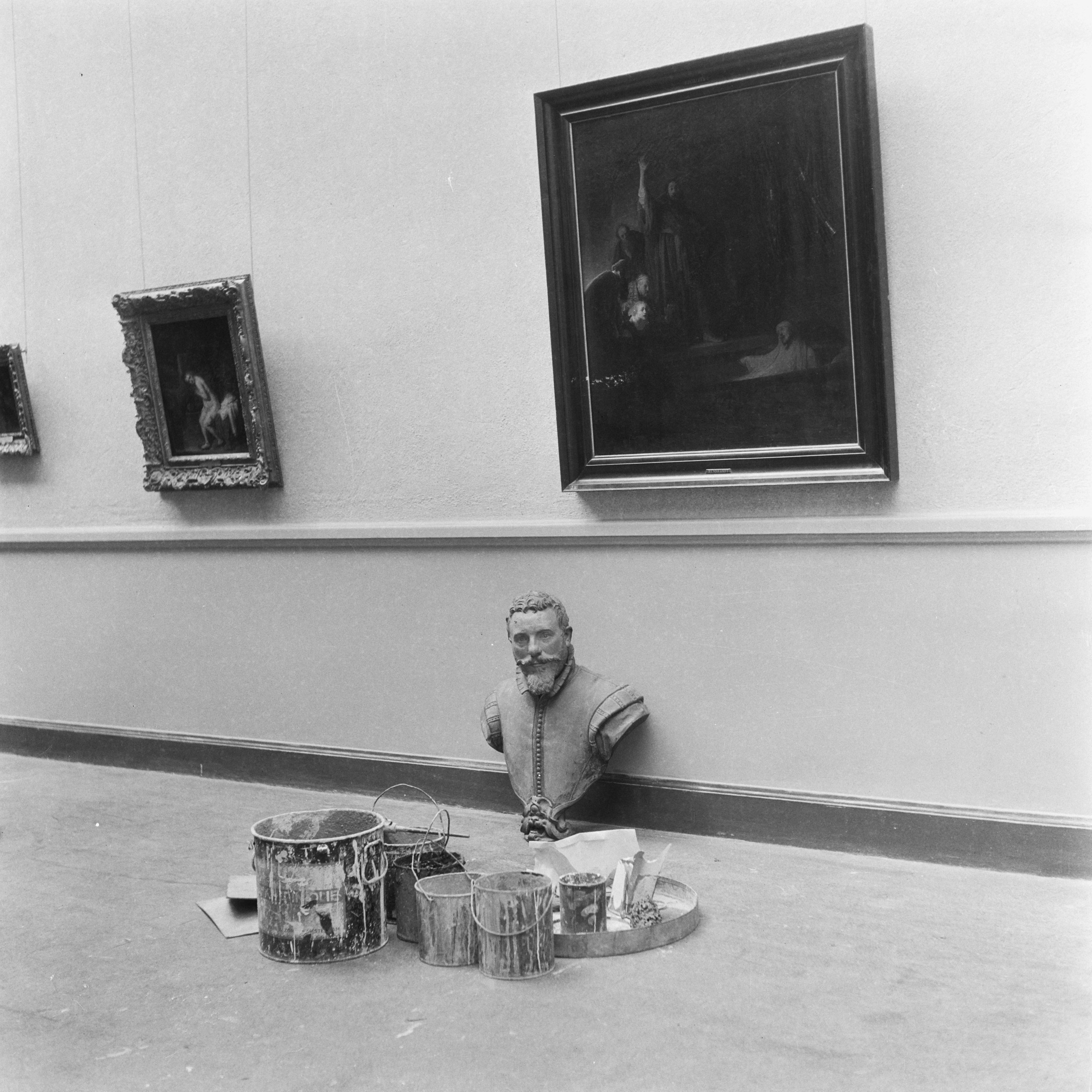
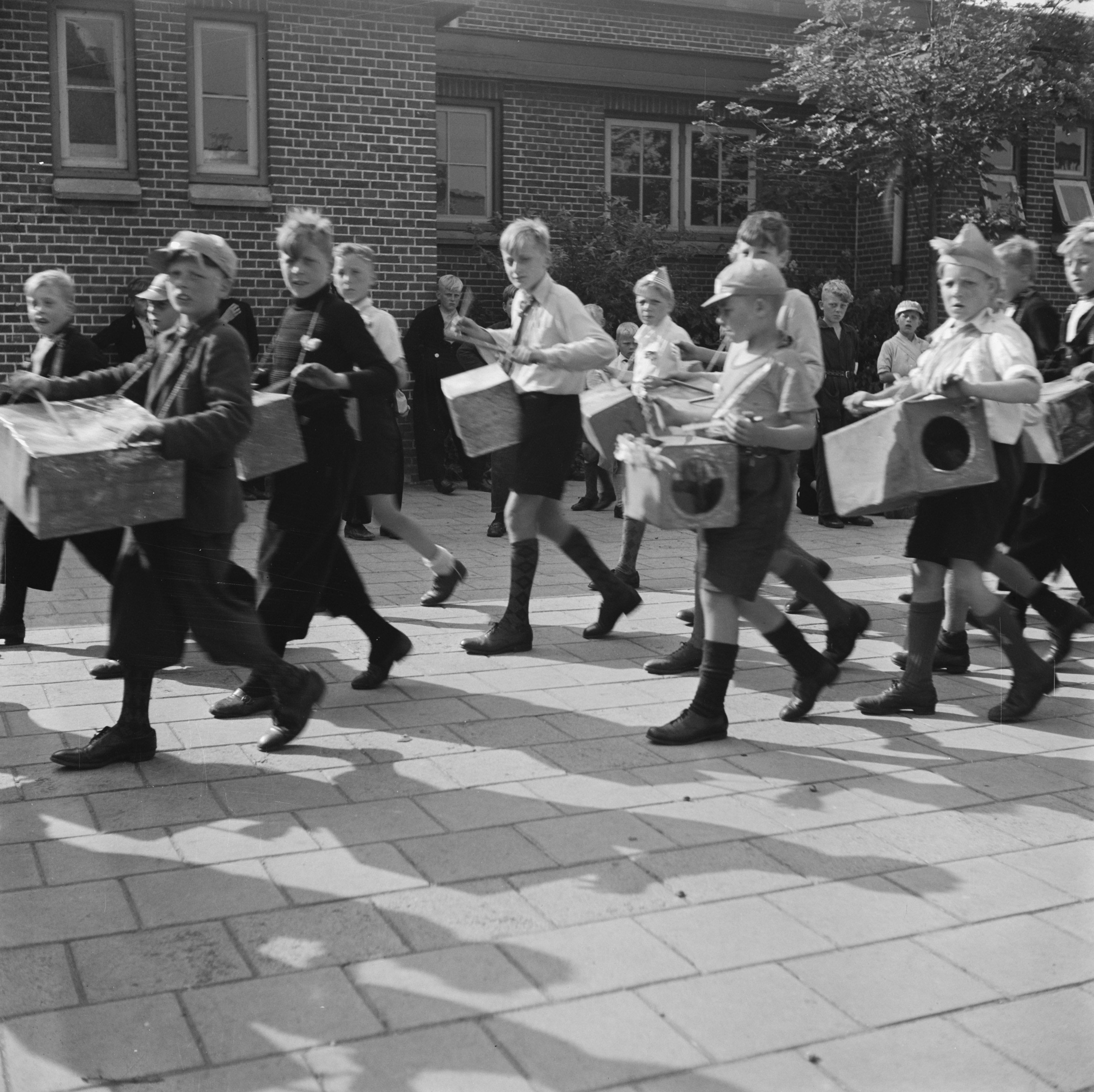
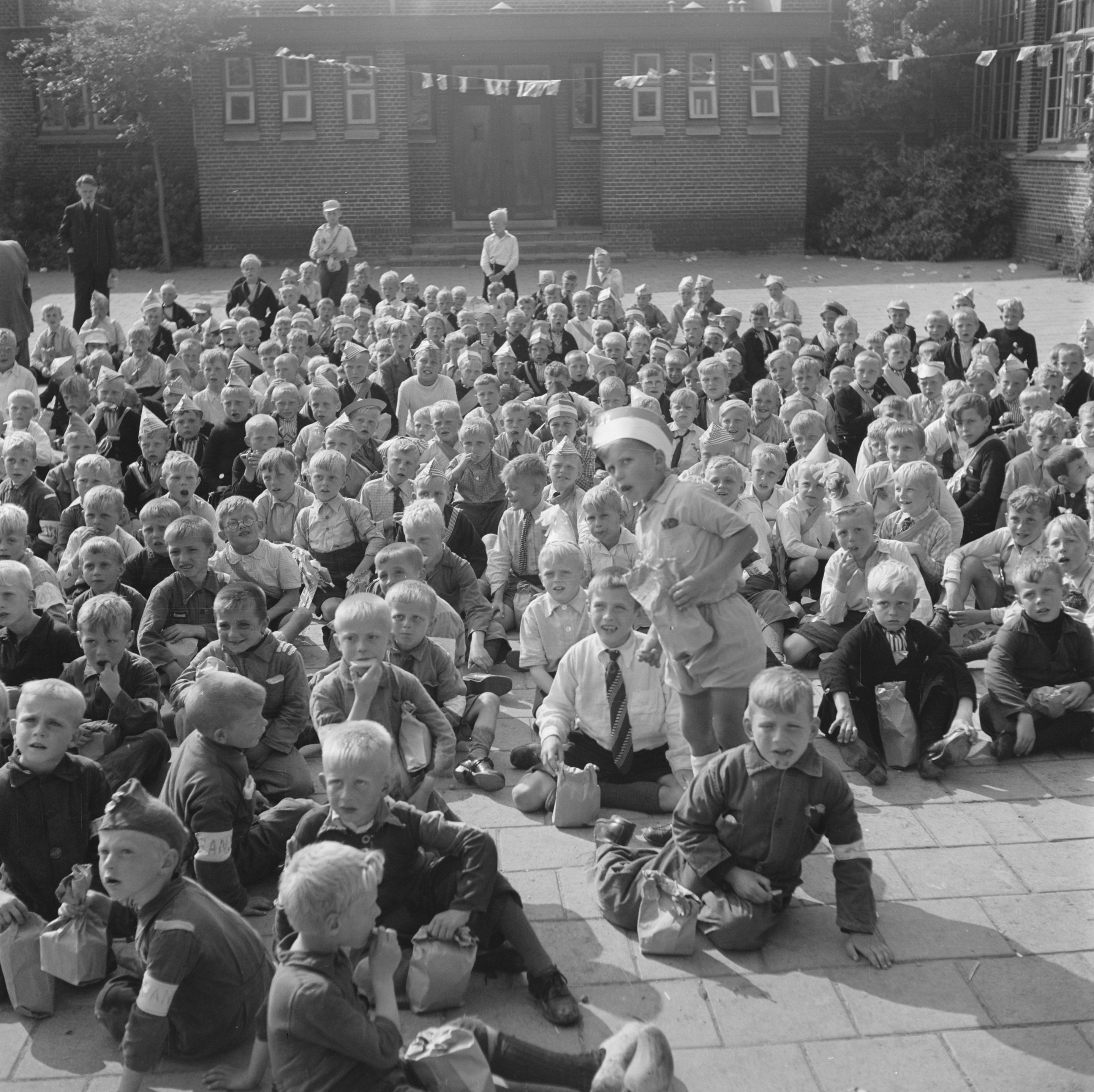
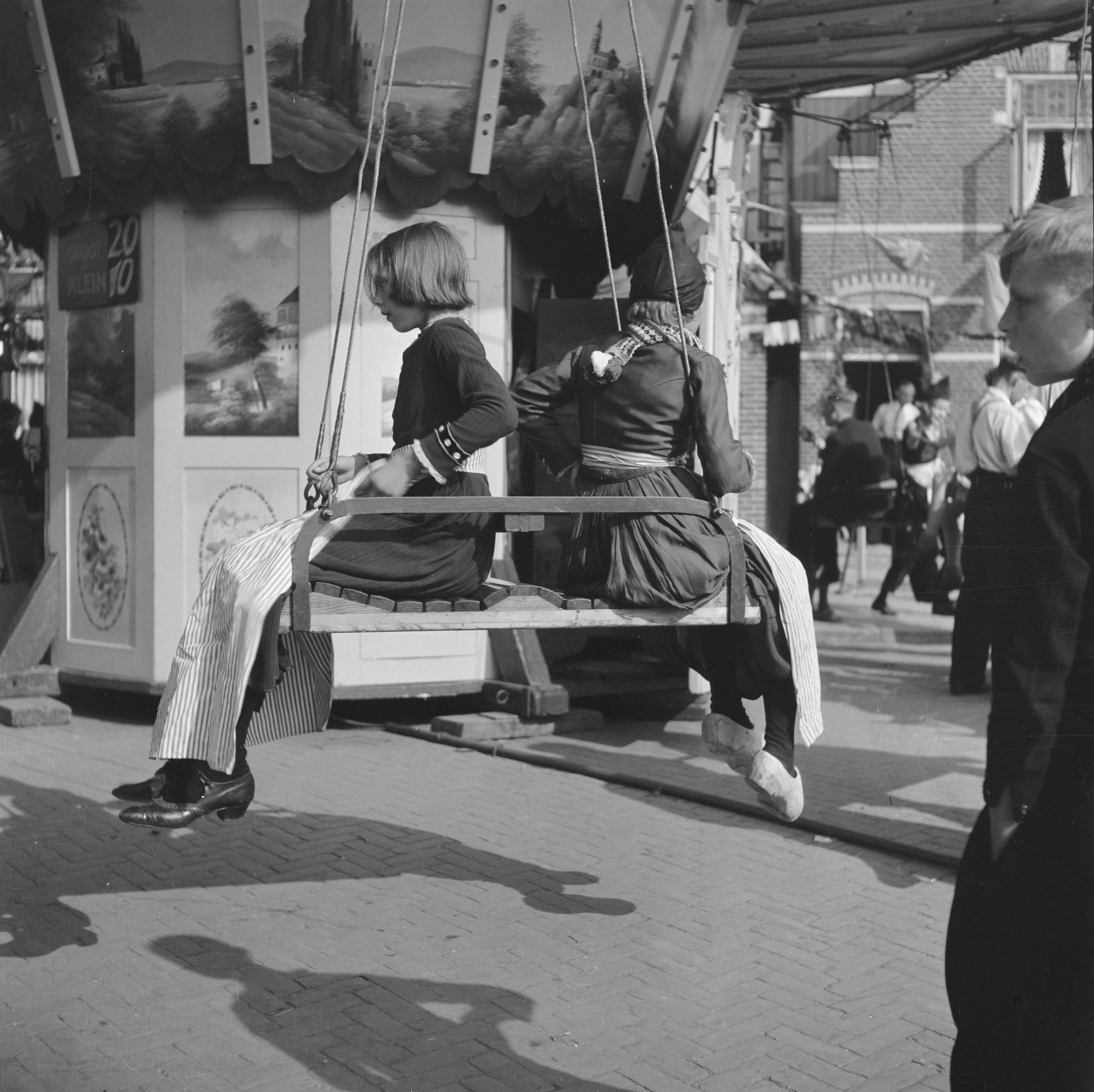